# Jean-Pierre Moret de Bourchenu
Pour les articles homonymes, voir Moret.
Jean-Pierre Moret de Bourchenu, marquis de Valbonnais, né à Grenoble en 1651 et mort le 1er mars 1730, est un historien français. Il est souvent connu sous les noms de Président de Valbonnais ou Président de Valbonnet.

## Biographie
Fils d'un conseiller du Parlement du Dauphiné, Jean-Pierre Moret de Bourchenu voyage dans sa jeunesse et se trouve sur la flotte d’Angleterre au cours de la bataille de Solebay en 1672. Il  est reçu premier président de la Chambre des comptes du Dauphiné le 27 juillet 1690, devient marquis de Valbonnais en 1694. En 1728, il est nommé correspondant honoraire de l'Académie royale des inscriptions et belles-lettres.
Sa mémoire est chère à Grenoble pour le bien qu’il y fit, et aux gens de lettres pour ses grandes recherches. Ses Mémoires sur le Dauphiné furent composés alors qu’il était aveugle, et d'après les lectures qu’on lui faisait. Son frère cadet, Flodoard Moret de Bourchenu, fut prévôt de la collégiale Saint-André de Grenoble puis évêque de Vence.

## Publications
- Histoire de Dauphiné et des princes qui ont porté le nom de Dauphins, particulièrement de ceux de la troisième race, descendus des barons de la Tour-du-Pin, sous le dernier desquels a été fait le Transport de leurs États à la couronne de France. On y trouve une suite de titres disposez selon l'ordre des tems, & dont on peut tirer divers éclaircissements sur l'Histoire de France, des Papes d'Avignon, des Estats et provinces voisines. Avec plusieurs observations sur les mœurs & coûtumes anciennes & sur les familles,  Genève, Fabri et Barrillot, tome 1, en 1722, et tome 2, en 1721.

Une partie de la correspondance de Valbonnais a été publiée dans les trois ouvrages suivants :
- Correspondance littéraire de Valbonnays, Valence, 1839, publiée par Jules Ollivier[2]
- Correspondance politique et littéraire du marquis de Valbonnais, Grenoble, 1872, publiée et annotée par Ulysse Chevalier[3] (lire en ligne)
- Correspondance (1724 - 1728) de Valbonnais avec Mgr Passionei, nonce du pape, Grenoble, 1933, publiée par Marius Riollet[4]

## Iconographie
- Anonyme, Portrait de Jean-Pierre Moret de Bourchenu, XIXe siècle, huile sur toile, musée de Grenoble (inv. MG 354).